# Chelsea F.C. mùa giải 2020–21
Mùa giải 2020-21 của Chelsea là mùa cạnh tranh thứ 107 trong 32 mùa giải liên tiếp tại giải đấu cao nhất của bóng đá Anh, mùa 29 liên tiếp trong Premier League, và mùa thi đấu thứ 115 trong lịch sử câu lạc bộ này.  Mùa này bao gồm khoảng thời gian từ ngày 1 tháng 7 năm 2020 đến ngày 30 tháng 6 năm 2021.

## Đội quản lý
| Vị trí             | Tên              |
| ------------------ | ---------------- |
| HLV chính          | Thomas Tuchel    |
| Trợ lý HLV         | Jody Morris      |
| HLV trợ lý         | Joe Edwards      |
| HLV trợ lý         | Chris Jones      |
| HLV trợ lý         | Anthony Barry    |
| HLV thủ môn        | Henrique Hilário |
| Trợ lý HLV thủ môn | James Russell    |

## Cầu thủ
| #. | Vị trí. | Cầu thủ               | Quốc tịch   | Ngày sinh         | Hợp đồng đã kí | Hết hạn | St   | Bt |
| -- | ------- | --------------------- | ----------- | ----------------- | -------------- | ------- | ---- | -- |
| 1  | GK      | Kepa Arrizabalaga     | Tây Ban Nha | 3 tháng 10, 1994  | 2018           | 2025    | 1222 | 0  |
| 2  | DF      | Antonio Rüdiger       | Đức         | 3 tháng 3, 1993   | 2017           | 2022    | 118  | 6  |
| 3  | DF      | Marcos Alonso         | Tây Ban Nha | 28 tháng 12, 1990 | 2016           | 2023    | 152  | 22 |
| 4  | DF      | Andreas Christensen   | Đan Mạch    | 10 tháng 4, 1996  | 2013           | 2022    | 104  | 0  |
| 5  | MF      | Jorginho              | Ý           | 20 tháng 12, 1991 | 2018           | 2023    | 110  | 12 |
| 6  | DF      | Thiago Silva          | Brasil      | 22 tháng 9, 1984  | 2020           | 2021    | 9    | 1  |
| 7  | MF      | N'Golo Kanté          | Pháp        | 29 tháng 3, 1991  | 2016           | 2023    | 184  | 11 |
| 9  | FW      | Tammy Abraham         | Anh         | 2 tháng 10, 1997  | 2016           | 2022    | 64   | 23 |
| 10 | MF      | Christian Pulisic     | Hoa Kỳ      | 18 tháng 9, 1998  | 2019           | 2024    | 39   | 12 |
| 11 | FW      | Timo Werner           | Đức         | 6 tháng 3, 1996   | 2020           | 2025    | 14   | 8  |
| 13 | GK      | Willy Caballero       | Argentina   | 28 tháng 9, 1981  | 2017           | 2021    | 38   | 0  |
| 14 | DF      | Fikayo Tomori         | Anh         | 19 tháng 12, 1997 | 2016           | 2024    | 26   | 2  |
| 15 | DF      | Kurt Zouma            | Pháp        | 27 tháng 10, 1994 | 2014           | 2023    | 128  | 8  |
| 16 | GK      | Édouard Mendy         | Sénégal     | 1 tháng 3, 1992   | 2020           | 2025    | 10   | 0  |
| 17 | MF      | Mateo Kovačić         | Croatia     | 6 tháng 5, 1994   | 2019           | 2024    | 109  | 2  |
| 18 | FW      | Olivier Giroud        | Pháp        | 30 tháng 9, 1986  | 2018           | 2021    | 96   | 30 |
| 19 | MF      | Mason Mount           | Anh         | 10 tháng 1, 1999  | 2017           | 2024    | 67   | 9  |
| 20 | MF      | Callum Hudson-Odoi    | Anh         | 7 tháng 11, 2000  | 2017           | 2024    | 72   | 11 |
| 21 | DF      | Ben Chilwell          | Anh         | 21 tháng 12, 1996 | 2020           | 2025    | 12   | 2  |
| 22 | MF      | Hakim Ziyech          | Maroc       | 19 tháng 3, 1993  | 2020           | 2025    | 9    | 2  |
| 23 | MF      | Billy Gilmour         | Scotland    | 11 tháng 6, 2001  | 2019           | 2023    | 11   | 0  |
| 24 | DF      | Reece James           | Anh         | 8 tháng 12, 1999  | 2018           | 2025    | 48   | 3  |
| 28 | DF      | César Azpilicueta (C) | Tây Ban Nha | 28 tháng 8, 1989  | 2012           | 2022    | 395  | 13 |
| 29 | MF      | Kai Havertz           | Đức         | 11 tháng 6, 1999  | 2020           | 2025    | 11   | 4  |
| 33 | DF      | Emerson               | Ý           | 3 tháng 8, 1994   | 2018           | 2022    | 60   | 1  |
| 40 | GK      | Karlo Žiger           | Croatia     | 11 tháng 5, 2001  | 2017           | 2021    | 0    | 0  |

Cập nhật lần cuối: ngày 24 tháng 11 năm 2020.

Nguồn: Chelsea F.C.